# Carnaval de Badajoz 2016
La XXXVI edición del carnaval de Badajoz comenzó oficialmente el 5 de febrero de 2016 y finalizó el 9 de febrero de 2016.

## Pregón
La encargada del pregón fue la veterana comparsera de "Los Desertores" Mari Pepa Orantos.
El pregón se realizó el viernes de carnaval (5 de febrero) desde el balcón del ayuntamiento de Badajoz.

## Candelas de Santa Marina
Las Candelas de Santa Marina dieron el pistoletazo de salida de los carnavales 2016 realizándose el día 23 de enero.
Se realizó un desfile que comenzcó a las 18 horas en la Avenida de Colón, y se realizó la tradicional quema del marimanta, una vez finalizada, dio comienzo en la Plaza Conquistadores la degustación de hornazos y vino y la XI Muestra de Percusión Ciudad de Badajoz.

## Candelas de la Margen derecha y Tamborada
Se realziaron el día 30 de enero, realizándose primero un desfile que fue desde la cabecera del Puente de Palmas hasta la parroquia de Santa Teresa, recorriendo la avenida Carolina Coronado.
En el desfile participaron las comparsas: El Vaivén, Caribe, Umsuka-Imbali, Donde vamos la liamos, Infectos Acelerados, Lancelot, Yuyubas, Los Pirulfos, La Kochera, Moracantana, Caretos Salvavidas, Balumba, Los Soletes y Wailuku.
El lema de las candelas fuer "Trabajo digno, no esclavitud". Se quemaron tres muñecos en el descampado cercano a la Parroquia de Santa Teresa. A continuación tuvo lugar la degustación de bocadillos de chorizo y refrescos en el Parque de San Fernando.
Una vez terminadas las candelas, dio lugar la tamborada 2016 en la que participaron 11 comparsas:
| Pos. | Comparsa              | Clas. |
| ---- | --------------------- | ----- |
| 1    | Infectos acelerados   | 11º   |
| 2    | Lancelot              | 2º    |
| 3    | Caribe                | 9º    |
| 4    | Yuyubas               | 5º    |
| 5    | El Vaivén             | 1º    |
| 6    | Los Pirulfos          | 4º    |
| 7    | Umsuka-Imbali         | 7º    |
| 8    | La Kochera            | 10º   |
| 9    | Donde vamos la liamos | 8º    |
| 10   | Moracantana           | 6º    |
| 11   | Cambalada             | 3º    |

## Concurso de Murgas

### Preliminares (25/01/2016 - 29/01/2016)
Lunes, 25 de enero:
| Pos. | Murgas              |
| ---- | ------------------- |
| 1    | Los Taifas          |
| 2    | Los Hechiceros      |
| 3    | Los Camballotas     |
| 4    | Al Maridi           |
| 5    | Pixa a la funaleska |

Martes, 26 de enero:
| Pos. | Murgas          |
| ---- | --------------- |
| 1    | A contragolpe   |
| 2    | Serendipity     |
| 3    | Los Miranda     |
| 4    | Water Closet    |
| 5    | Las Sospechosas |

Miércoles, 27 de enero:
| Pos. | Murgas             |
| ---- | ------------------ |
| 1    | Pa 4 días          |
| 2    | Ese Es El Espíritu |
| 3    | Las Polichinelas   |
| 4    | Las Nenukas        |
| 5    | Los Indecisos      |
| 6    | Los 3W             |

Jueves, 28 de enero:
| Pos. | Murgas           |
| ---- | ---------------- |
| 1    | La Galera        |
| 2    | Los Chalaos      |
| 3    | Trotamundos      |
| 4    | Yo no salgo      |
| 5    | Las Chimichurris |
| 6    | Los Chungos      |

Viernes, 29 de enero:
| Pos. | Murgas                                  |
| ---- | --------------------------------------- |
| 1    | Marwan                                  |
| 2    | Krma                                    |
| 3    | Los Zarigüellas                         |
| 4    | La leyenda de la nave de los desertores |
| 5    | Los Espantaperros                       |
| 6    | La Caidita                              |

### Semifinales (01/02/2016 - 03/02/2016)
Lunes, 1 de febrero:
| Pos. | Murgas          |
| ---- | --------------- |
| 1    | Los Camballotas |
| 2    | Al Maridi       |
| 3    | A Contragolpe   |
| 4    | Serendipity     |
| 5    | Los Miranda     |

Martes, 2 de febrero:
| Pos. | Murgas             |
| ---- | ------------------ |
| 1    | Water Closet       |
| 2    | Ese Es El Espíritu |
| 3    | Los 3W             |
| 4    | La Galera          |
| 5    | Yo no salgo        |

Miércoles, 3 de febrero:
| Pos. | Murgas                                  |
| ---- | --------------------------------------- |
| 1    | Las Chimichurris                        |
| 2    | Los Chungos                             |
| 3    | La leyenda de la nave de los desertores |
| 4    | Los Espantaperros                       |
| 5    | La Caidita                              |

### Final (05/02/2016)
La final se celebrará el día viernes, 5 de febrero
| Pos. | Murgas                                  | Clas. | Clas.             |
| ---- | --------------------------------------- | ----- | ----------------- |
| 1    | Al Maridi                               | 4     |                   |
| 2    | Las Chimichurris                        | 5     |                   |
| 3    | Los Miranda                             | 8     |                   |
| 4    | Water Closet                            | 1     | Medalla de oro    |
| 5    | Los Chungos                             | 3     | Medalla de bronce |
| 6    | Yo no salgo                             | 7     |                   |
| 7    | La Galera                               | 6     |                   |
| 8    | La leyenda de la nave de los desertores | 2     | Medalla de plata  |

## Desfiles de comparsas

### Desfile de comparsas Infantil (05/02/2016)
| Pos. | Artefactos              | Clas.                 |
| ---- | ----------------------- | --------------------- |
| 1    | Atahualpa               | 3er premio            |
| 2    | El Recreo               |                       |
| 3    | Estaribé                |                       |
| 4    | Krmitos 2016            |                       |
| 5    | Lancelot                |                       |
| 6    | Caribe                  |                       |
| 7    | Dekebais                |                       |
| 8    | Umsuka-Imbali           |                       |
| 9    | Wailuku                 | 1er premio Compartido |
| 10   | Yuyubas                 |                       |
| 11   | El Vaivén               |                       |
| 12   | Los Mismos              |                       |
| 13   | Revolución Cambalada    |                       |
| 14   | Moracantana             |                       |
| 15   | Vas Como Quieres        |                       |
| 16   | Donde Vamos La Liamos   |                       |
| 17   | Los Riki’s              |                       |
| 18   | Yakaré                  |                       |
| 19   | Las Monjas              | 2º premio Compartido  |
| 20   | La Pava and Company     |                       |
| 21   | Los Soletes             | 4º premio             |
| 22   | La Bullanguera          |                       |
| 23   | Bamboleo                |                       |
| 24   | Los Desertores          |                       |
| 25   | Balumba                 |                       |
| 26   | Marabunta               |                       |
| 27   | Los Pío Pío             |                       |
| 28   | Los Pirulfos            | 5º premio             |
| 29   | La Kochera              |                       |
| 30   | Montihuakán             |                       |
| 31   | Los Infectos Acelerados |                       |
| 32   | La Movida               |                       |
| 33   | Shantala                |                       |
| 34   | Los Lingotes            | 1er premio Compartido |
| 35   | La Fussión              | 2º premio Compartido  |
| 36   | Caretos Salvavidas      |                       |

### Gran desfile de comparsas, grupos menores y artefactos (07/02/2016)
El desfile de comparas, grupos menores y artefactos saldrá el domingo 7 de febrero a las 12 de la mañana, realizando el siguiente recorrido: Salida en la confluencia del Puente de la Universidad con la Avenida Santa Marina, Enrique Segura Otaño, Avenida de Europa, Plaza Dragones Hernán Cortés.
En esta edición debutó en Badajoz la comparsa Achiweiba
| Pos. | Comparsa                  | Localidad                      | Debut | Clas.                 |
| ---- | ------------------------- | ------------------------------ | ----- | --------------------- |
| 1    | Moracantana               | Badajoz                        | 2000  |                       |
| 2    | Shantala                  | Pueblonuevo del Guadiana       | 2013  |                       |
| 3    | Colorido sobre ruedas     | Badajoz                        | 2000  |                       |
| 4    | Los Pío Pío               | Badajoz                        | 2015  |                       |
| 5    | Lancelot                  | Badajoz                        | 1985  |                       |
| 6    | Los Mismos                | Guadiana del Caudillo          | 2002  | 2º accésit            |
| 7    | Vendaval                  | Badajoz                        | 1981  |                       |
| 8    | Yuyubas                   | Badajoz                        | 1988  |                       |
| 9    | Vas Como Quieres          | Puebla de la Calzada           | -     | 4º accésit            |
| 10   | Umsuka-Imbali             | Badajoz                        | 2015  |                       |
| 11   | Los SuperKK               | Badajoz                        | -     |                       |
| 12   | Bamboleo                  | Badajoz                        | 1992  |                       |
| 13   | Asociación Batala Badajoz | Badajoz                        | 2014  |                       |
| 14   | Los Tukanes               | Alange                         | 2011  | 5º accésit            |
| 15   | Cambalada                 | Badajoz                        | 1991  |                       |
| 16   | El Vaivén                 | Badajoz                        | 1988  | 12º accésit           |
| 17   | Donde Vamos la Liamos     | Olivenza                       | 2013  | 9º accésit            |
| 18   | Montihuakán               | Montijo                        | 2014  |                       |
| 19   | Achikitú                  | Don Benito                     | 2010  |                       |
| 20   | Bakumba                   | Alange                         | 2012  | 13º accésit           |
| 21   | La Fussión                | Calamonte/Arroyo de San Serván | 2013  | 8º accésit compartido |
| 22   | Los Pirulfos              | Barbaño                        | 2007  | 4º premio             |
| 23   | Los Caprichosos           | Quintana de la Serena          | -     |                       |
| 24   | Achiweyba                 | Villafranco del Guadiana       | 2016  |                       |
| 25   | La Pava and Company       | Torremejía                     | 1996  | 11º accésit           |
| 26   | Las Monjas                | Torremejía                     | 1996  | 1er premio            |
| 27   | Wailuku                   | Badajoz                        | 1992  | 6º accésit            |
| 28   | Los Riki's                | Arroyo de San Serván           | 2011  | 14º accésit           |
| 29   | Los de Siempre            | La Garrovilla                  | 2010  |                       |
| 30   | Los Soletes               | Badajoz                        | 1989  |                       |
| 31   | Balumba                   | Badajoz                        | 2002  |                       |
| 32   | Saqqora                   | La Garrovilla                  | 2013  | 5º premio             |
| 33   | Caribe                    | Badajoz                        | 1981  | 3er premio            |
| 34   | Caretos Salvavidas        | Badajoz                        | 1988  |                       |
| 35   | La Bullanguera            | Badajoz                        | 1987  | 10º accésit           |
| 36   | Dekebais                  | Badajoz                        | 1985  |                       |
| 37   | Los Colegas               | Miajadas                       | 2014  | 1er accésit           |
| 38   | Yakaré                    | Badajoz                        | -     |                       |
| 39   | Los Lingotes              | Talavera la Real               | 1996  | 3er accésit           |
| 40   | Marabunta                 | Valdelacalzada                 | 2014  | 8º accésit compartido |
| 41   | Atahualpa                 | Talavera la Real               | 1995  | 7º accésit            |
| 42   | Tarakanova                | Olivenza                       | 2015  |                       |
| 43   | Los Desertores            | Badajoz                        | 1989  |                       |
| 44   | Los Infectos Acelerados   | Badajoz                        | 1985  |                       |
| 45   | La Kochera                | Puebla de la Calzada           | 2001  | 2º premio             |
| 46   | La Movida                 | Gevora                         | 1994  |                       |
| 47   | Riau-Riau                 | Badajoz                        | 1997  |                       |

| Pos. | Grupos menores                   | Clas.                 |
| ---- | -------------------------------- | --------------------- |
| 1    | Gran Circus La Uralita           | 4º premio             |
| 2    | Baluarte Carnavalero va en bolas | 3er premio compartido |
| 3    | Los Chirigallos al rescate       | 6º premio             |
| 4    | Estaribé                         | 3er premio compartido |
| 5    | La Caidita 2016                  |                       |
| 6    | Los Lokitos                      | 1er premio            |
| 7    | Dekefuistis                      | 2º premio             |
| 8    | Los Indecisos                    | 5º premio             |
| 9    | Los Innombrables                 |                       |

| Pos. | Artefactos                                            | Clas.      |
| ---- | ----------------------------------------------------- | ---------- |
| 1    | Stand-by “Ice”-Cream                                  | 5º premio  |
| 2    | Ke ratito más agradable metiendo mano                 |            |
| 3    | Deskrria2                                             |            |
| 4    | Disney-Trimoto                                        | 1er premio |
| 5    | Artefacto La Caidita                                  |            |
| 6    | Made in Family                                        |            |
| 7    | Los Mamarrachos                                       |            |
| 8    | Ad-Libitum                                            |            |
| 9    | Pa4Días - El Jartamión c/Mambo Number Five – 3º Izqda |            |
| 10   | El Carpaso                                            |            |
| 11   | Los Sin Trineo                                        |            |
| 12   | La Batiera                                            |            |
| 13   | La Leyenda de la Nave de los Desertores               |            |
| 14   | Tribu Mascachapas                                     | 4º premio  |
| 15   | Los Loleros                                           | 2º premio  |
| 16   | El Camión de la Brigada                               |            |
| 17   | Aprisa y Corriendo “Rapeando en el Bronx”             | 3er premio |
| 18   | La Brigada Antiardores de Badajoz                     |            |
| 19   | Arte Food Truck                                       |            |
| 20   | Agrupación carnavalera "Salsipuedes" Badajoz          |            |

## Entierro de las Sardinas
Con el entierro de las sardinas se finalizaron los carnavales, realizándose el martes día 09/02/2016.
| Predecesor: Carnaval de Badajoz 2015 | Carnaval de Badajoz 2016 | Sucesor: Carnaval de Badajoz 2017 |